# Spominska značka Dravograd 1991
Spominska značka Dravograd 1991 je spominska značka Slovenske vojske, ki je namenjena pripadnikom TO RS, ki so sodelovali pri obrambi Dravograda in blokadi vojašnice Bukovje.

## Opis
Znak ima obliko ščita iz zgodnjega renesančnega obdobja, je višine 20 mm in v najširšem delu širine 15 mm. Kovan je iz 2 mm debelega bakra, pozlačen in barvan v kombinaciji bele, modre in rdeče barve. V zgodnjem belem polju je napis NISO PRODRLI!, višine 1,8 mm, pod napisom so stilizirane ovire, pod njimi pa napis DRAVOGRAD, višine 2,2 mm. V rdečem polju je zapisana letnica 1991, višine 2,2 mm. Napisi na znaku, stilizirane ovire, obroba in črte med barvami so polirani in pozlačeni. Znak je prevlečen s prozornim poliestrskim emajlom. Na zadnji strani je bucika.

## Nosilci
- nosilci spominske značke Dravograd 1991